# نقش غائر
النقش الغائر (أو الطباعة الغائرة)  هو طيف ومجموعة من وسائل الطباعة الفنية المعتمدة على رسم صورة عن طريق تشكيل حزوز تشكل حيزاً لاحتواء الحبر.
بذلك يعد النقش الغائر النقيض المقابل للطباعة النافرة.